# Silvia Amati Sas
Silvia Amati Sas (geboren 13. August 1930 in Buenos Aires) ist eine argentinisch-schweizerisch-italienische Psychoanalytikerin, die zu interkulturellen Themen und zu den psychischen Folgen schwerer Traumata und politischer Folter forscht.

## Leben und Wirken
Silvia Amati Sas wurde als Kind einer Lehrerin und eine Kinderarztes mit jüdisch-ukrainischen Vorfahren in Buenos Aires geboren. Nach dem Abitur studierte sie Medizin, promovierte 1956 an der Universität Buenos Aires und begann anschließend eine Facharztausbildung in Kinderheilkunde. An der Universität  lernte sie den späteren italienischen Physiker Daniele Amati kennen, dem sie nach der Eheschließung 1957 nach Italien folgte. In Rom setzte sie ihre Ausbildung an dem von Giovanni Bollea gegründeten Institut für Kinderneuropsychiatrie fort. 1959 zog das Paar nach Genf, wo ihr Mann eine Stelle am Kernforschungsinstitut CERN antrat. In Genf erwarb sie ihren Abschluss als Kinderpsychiaterin. In den 1960er Jahren absolvierte sie eine psychoanalytische Ausbildung bei der Schweizerischen Gesellschaft für Psychoanalyse und wurde dort Mitglied und Lehranalytikerin.
1993 siedelte sie nach Italien über und eröffnete eine psychoanalytische Praxis in Triest. Sie ist Mitglied der Società Psicoanalitica Italiana und war von 2005 bis 2013 Präsidentin der Europäischen Assoziation für transkulturelle Gruppenanalyse (EATGA). Amati Sas befasst sich aus psychoanalytischer Perspektive mit den politischen und sozialen Fragen wie der Intersubjektivität und Transkulturalität sowie mit den Folgen schwerer Traumata und Folter. Sie bezeichnet es als Hinterlassenschaft des deutschen Faschismus und des Holocaust, Menschen mit Hilfe von Folter ihrer Identität zu berauben und darüber Kollektive einzuschüchtern. Am Beispiel eines heutigen Folteropfers, einer Studentin aus Montevideo (Uruguay), zeigt sie auf, dass das Opfer psychologisch auf regressive Stufen zurückgeworfen wird sowie die Chancen, die eigene Identität zu bewahren. Daneben erörtert sie die psychische Verfassung der Folterer. Theoretisch orientiert sie sich am Konzept des argentinischen Psychoanalytikers José Bleger (1923–1972), der gezeigt habe, wie die Regression auf die Ambiguität das psychische Überleben von Opfern schwerer Gewalt sichert. Sie beschreibt, wie es in der Psychotherapie ermöglicht werden kann, die damit verbundenen Schamgefühle aufzuheben und an frühere, nicht-korrumpierte Ich-Anteile anzuknüpfen. und hebt zugleich die kollektive Wirkung der politischen Folter hervor:

„Das eigentliche Ziel (der Folter) ist die Manipulation, die Einschüchterung eines ganzen Volkes durch Terror und präventive Bestrafung jeglicher Kritik und jeglichen politischen Handelns.“

Amati Sas veröffentlicht in spanischer, italienischer, französischer und englischer Sprache.

## Rezeption
Ihre Texte wurden vor allem in der psychoanalytischen Traumatologie rezipiert und gehören zu den fachspezifischen Grundlagen des Denkens über die psychischen Folgen politischer Folter, schwerer Gewalterfahrungen und ihrer Behandlung.
Als Reprint fanden sie Aufnahme in dem Sammelband historisch bedeutsamer Texte der analytischen Sozialpsychologie.
Sie fanden ihren Niederschlag in der Praxis der psychologischen Betreuung von Folteropfern auch außerhalb der Psychoanalyse wie dem Refugio Bremen und entsprechenden Fachpublikationen sowie dem Artikel zur Folter sowie im Staatslexikon der Görres-Gesellschaft.
Inzwischen fanden ihre Erkenntnisse und Behandlungsempfehlungen auch Anwendung in Bereichen, die nicht direkt der Behandlung von Folteropfern zuzuordnen sind, in denen sich aber in den Behandlungen ähnliche Erlebens- und Verhaltensweisen zeigen.

## Veröffentlichungen (Auswahl)
- Qualche riflessione sulla tortura per introdurre una discussione psicoanalitica. Riv Psicoanal 23 (3), 1977, S. 461–478 (Italienisch). Deutsch: Reflexionen über die Folter. Psyche 31/3, 1977, S. 228–245
- Megamuertos: unidad de medida o metáfora? Riv Psicoanalyse 42, (Spanisch) 1985, 1282–1372
- Avatars de l'angoisse de séparation dans les situations extrêmes. Psychological Reports 53 (1), 1989, 69–73
- Recupérer la honte. In J. Puget, R. Käes et al. (Hg.): Violence d'état et psychanalyse. Paris 1989. Deutsch: Die Rückgewinnung des Schamgefühls. Psyche 44/8, 1990, S. 724–740
- Souffrance, douleur et cadres sociaux. (Zu den sozialen Rahmenbedingungen von Leid und Schmerz) Psychological Reports 55 (4), 1991, 945–955
- Psychoanalytische Reflexionen über die Arbeit zur Entfremdungsüberwindung. In: Horacio Riquelme (Hrsg.): Zeitlandschaft im Nebel. Menschenrechte, Staatsterrorismus und psychosoziale Gesundheit in Südamerika (= Kultur und psychosoziale Situation in Lateinamerika. Band 1). 2. Auflage. Vervuert, Frankfurt am Main 1992, ISBN 3-89354-044-X, S. 19–36.
- Ethicst shame and countertransference. (Moralische Scham und Gegenübertragung). Psychoanalytic Inquiry, 12 (5), 1992, S. 570–579
- Ambiguity as the route to shame. (Ambiguität und Scham) The International Journal of Psychoanalysis 73, 1992, S. 329–334
- Traumatic social violence. Challenging our unconscious adaptation. An urgent psychoanalytical concern. In: International Forum of Psychoanalysis. Band 13, Nr. 1–2, 2004, S. 51–59, doi:10.1080/08037060410027822 (englisch).
- Janine Puget, René Kaës, Silvia Amati Sas: Violencia de Estado y psicoanalisis. 2. ed., Grupo Ed. Lumen, Buenos Aires u. a. 2006, ISBN 9870005837
- L‘ ambiguïté comme defénse dans les traumas extrêmes. (Ambiguität als Abwehr bei extremen Traumatisierungen) In: Ambiguïté, violence et civilité. (re)lire aujourd'hui José Bleger (1923–1972) à Genève, Editions L'Harmattan, 2014. (Französisch) S. 51–69.
- Silvia Amati Sas et al. (Hrsg.): Trois concepts pour comprendre José Bleger: Symbiose, ambiguïté, cadre. (Französisch), Edition Harmattan, Paris 2016. ISBN 978-2-343-09958-3
- Ambiguità, conformismo e adattamento alla violenza sociale Edition FrancoAngeli, Mailand 2019 (Italienisch) ISBN 978-8-891-79099-6